# The Eyes of Van Gogh
The Eyes of Van Gogh è un film del 2005 diretto da Alexander Barnett e basato sulla vita del pittore olandese Vincent van Gogh.

## Riconoscimenti
- WorldFest Houston 2005: Premio di Bronzo: Miglior Film del Periodo (Alexander Barnett)